# František Kavalír
František Kavalír, též Kavalíř (6. října 1878 Osek – 8. září 1932 Praha) byl český architekt a publicista přelomu 19. a 20. století.

## Život
František Kavalír se narodil v rodině zedníka Václava Kavalíra a jeho manželky Terezie, rozené Holubové. Vystudoval plzeňskou strojní průmyslovku a poté navštěvoval v letech 1904–1906 přednášky Jana Kotěry na pražské uměleckoprůmyslové škole. Jeho spolužákem zde byl např. Josef Gočár.
Byl spoluzakladatelem Společnosti architektů, spolku Za starou Prahu a byl také spoluzakladatelem a předsedou sdružení Artěl – instituce pro vybudování českého uměleckého průmyslu.
S o devět let starším bratrem Václavem Kavalírem založil Praze na Smíchově firmu Bratří V. a F. Kavalírové. Václav Kavalír zemřel v roce 1911, ale firma pod původním názvem fungovala i nadále.
V letech 1931–1932 se František Kavalír podílel na stavbě výstavní kolonie v Praze na Babě. Údajně se zde pohádal s polírem a zemřel na následný srdeční záchvat. Tisková zpráva však uvádí, že zemřel náhle večer, na společenské akci.

### Rodinný život
František Kavalír byl ženat, s manželkou Marií, rozenou Vlčkovou (1889–??) měl dceru Evu.

## Dílo

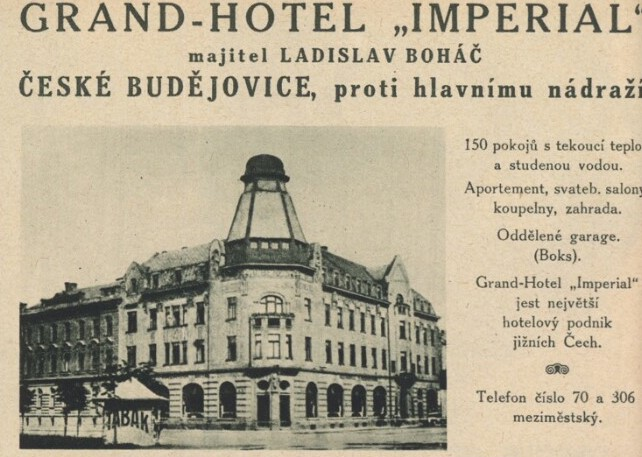
Grand hotel Imperial, České Budějovice, dobový inzerát 1927

- Okresní záložna (s bratrem V. Kavalírem), Praha – Zbraslav (1906 – 08)[4]
- dům A. Škody (s bratrem V. Kavalírem), Lysá nad Labem (1907)[4]
- nájemní dům s tělocvičnou (s bratrem V. Kavalírem), Vrázova ul. čp. 1163/XVI., Praha – Smíchov (1908 – 09)[4]
- hotel Grand, České Budějovice (1908 - 09)[6][11]
- dvojdům, Bubenečská čp. 282, 283/XIX., Praha – Dejvice (1909 – 10)[4]
- rodinný dům továrníka K. Stárka, Praha – Záběhlice (1910)[4]
- Flečkova vila (s bratrem V. Kavalírem), Riegrova čp. 950, Hořice (1910)[12]
- nájemní dům, Bílkova čp. 132, Praha – Josefov (1910 - 13)[4]
- řadový rodinný dům, Na baště sv. Ludmily čp. 252/IV., Praha – Hradčany (1911)[4]
- vila Na Hřebenkách čp. 1243/XVI., Praha – Smíchov (1911)[4]
- dvojvila Na Hřebenkách čp. 1196, 1197/XVI., Praha – Smíchov (1911)[4]
- vila Klavírka, Na Václavce čp. 175/XVI., Praha – Smíchov (1912)[6]
- vila Na Hřebenkách čp. 1304/XVI., Praha – Smíchov (1912 – 14)[4]
- radnice v Humpolci (1912 - 14)[6]
- nájemní dům, U Průhonu čp. 1201/VII., Praha – Holešovice (1914)[4]
- rodinný dvojdomek Nad Santoškou čp. 1397/XVI., Praha – Smíchov (1922)[4]
- rodinný dům malíře Tavíka Františka Šimona, V Tišině čp. 483/10, Praha 6 (1922 - 23)[6], slouží jako Velvyslanectví Alžírské demokratické a lidové republiky[13]
- Veřejná obchodní škola (Obchodní akademie), Blanická čp. 1971/XII., Praha – Vinohrady (1924 – 25)[4]
- přestavba usedlosti Hřebenka, Švédská čp. 107, Praha – Smíchov (1926 – 28)[5][6]
- Sokolská bouda, Janské Lázně (1928 – 29)[14]
- nájemní domy, Farní ul. čp. 727 – 729, Praha – Střešovice (1928 – 31)[4]
- vila Gabčíkova 1385/3 (s Aloisem Houbou), Praha 8 (1930 - 31)[15]
- vila Letošník, Na Ostrohu 1795/47, Praha 6[16]
- vila Uhlíř, Na Babě 1776/13, Praha 6[17]